# Геронтоцид
Геронтоци́д, сеницид — оставление на произвол судьбы или убийство пожилых людей.
Старый, дряхлый человек, которому трудно передвигаться вместе со своими сородичами, отягчённый болезнями, являлся тяжёлым бременем для людей, вся жизнь которых зависела от случайной добычи, от быстрых переходов и перекочёвок со стадом или от ловкости и силы каждого индивида. Чтобы избавить себя от тяжёлой обузы и самих стариков от излишних и долгих страданий, их убивали или выводили в уединённое место и оставляли на произвол судьбы.
Этот обычай практиковался в мезолитических племенах, а также в современных племенах первобытной периферии. Опасность перенаселения территории племенем и эксплуатации ограниченных природных ресурсов заставляла племя умерщвлять стариков, не способных приносить пользу племени. Впоследствии в ряде культур эта практика приняла форму обычая. Для достижения этой же цели в племенах охотников-собирателей имел место инфантицид — умерщвление новорожденных или малолетних детей, которых не было возможности прокормить.

## Примеры по народам и странам
В грузинском и таджикском фольклоре имя Александра Македонского связывается с отменой этого древнего обычая.

### Российская Империя
По рассказам очевидцев, записанных в 1880-е годы, в начале XIX века в селе Землянка (Глуховский уезд Черниговской губернии, ныне Сумская область, Украина) людей старых, не подававших надежду на жизнь, вывозили в зимнюю пору в глухое место и опускали в глубокий овраг, а чтобы при опускании они не разбились или не задержались на скате, их сажали на луб, на котором они, как на санях скатывались до дна оврага. Отсюда появились выражения «сажать на лубок» и «пора на лубок». Когда этот обычай был запрещён, то стали прибегать к изолированию стариков в пустой хате, где они умирали от голода и холода.

### Австралийские аборигены, индейцы, народы Океании, коренные народы России
В некоторых обществах обычай этот применялся в самых широких размерах. Примером этого служат острова Фиджи, где во многих местах невозможно было встретить человека старше 40 лет, потому что все, чей возраст пересёк эту границу, были убиты. Чаще всего этот обычай встречался у австралийских аборигенов; он также существовал у североамериканских индейцев, готтентотов, у коряков, камчадалов, чукчей, саамов, у древних германцев и у ряда других народностей. Чукча или коряк, почувствовав приближение смерти, сам просил об освобождении его от тягостей медленного, болезненного умирания, и сын решался исполнить его просьбу только после долгих колебаний и мучений.
Чарльз Дарвин описывает этот обычай у южноамериканских огнеземельцев, которых он посетил в 1832 году во время своего путешествия вокруг света на корабле «Бигль». Огнеземельцы в периоды голода убивали и поедали стариков своего племени.
Эта суровая реальность контрастировала с романтическими образами «благородных дикарей», принятыми в приключенческих романах XVIII—XIX веков (Майн Рид, Даниель Дефо, Джеймс Фенимор Купер).

### Герулы
Это германское племя, жившее между 400—800 лет нашей эры. Прокопий писал о том, что герулы клали больных и стариков на сложенные дрова, затем убивали ножами и разжигали костёр.

### Индия
Вплоть до XXI века в штате Тамилнад сохраняется практика талаикоотал — убийство стариков ради получения их земли раньше времени.

### Инуиты
Эскимосы оставляли стариков умирать на льду. Но случаи такие относительно редкие, за исключением голода. Последняя фиксация была в 1939 году.

### Япония
Обычай Убасутэ (букв. бросать старую женщину) существовал в далёком прошлом. Он заключался в том, что стариков уносили в горы или какое-либо пустынное место и оставляли умирать.

### Сардиния (Италия)
Обычай сбрасывать больных и одряхлевших стариков с утёсов. Особенно касалось старейшин, выполнялся обряд женщинами. Если человек не погибал сразу, то его добивали деревянным молотком или удушением.

### Сербия
Предположительно существовал обычай Лапот — убийство постаревших родителей. От этого обычая пошла легенда о том, как один из внуков сохранил жизнь своему деду, спрятав его от расправы после неурожая и затем получал ценные советы от старика.

### Швеция
Обычай аттеступа — сбрасывание стариков и старух со скал и утёсов на камни. Аттеступами назывались те пропасти и обрывы, на которых проводился такой обряд. Стариков бросали, когда они переставали сами себя кормить. Упоминание о таких порядках идут у лигуров в Paradoxographus Vaticanus и у Прокопия в его описании герулов от VI века нашей эры. Солин Гай Юлий писал о гиперборейцах, которые живут на Северном полюсе и когда старели, то сами бросались с обрывов в море. Термин стал широко известен в Швеции в XVII веке, основанный на исландской саге Gautreks saga. Ныне в Швеции термин «аттеступа» применяется к ситуациям, когда идёт речь о недостаточном финансировании пенсионеров и льгот для них. Данная тема снова использована в фильме Солнцестояние (2019) от режиссёра Ари Астера — в этом фильме ужасов показана шведская община, которая практикует массовые жертвоприношения, включая падение стариков со скалы.

### Греция
Один из случаев имел место на острове Кеос в Эгейском море. Осаждённые войсками Афин, кейцы заставили всех, кто старше 60-ти лет, выпить настой болиголова.

### Рим
Доподлинно известно, что уже историк Фест, в 400 годах нашей эры, воспринимал обычай сбрасывать старых римлян с моста, как древний, дикий и не точно существовавший. Он также предположил, что этот обряд либо глубоко древний языческий и уже не имел места в государстве Древнего Рима, либо вообще ближе к греческой мифологии и связан с мифами о Геркулесе, включающими рассказ о том, как стариков решили сбросить с моста во время голосования, чтобы они не мешали выдвигаться молодым и сильным мужчинам.

## Убийства пожилых людей в современности
В современном мире за убийство пожилого человека, как и за любое другое, убийцу ждёт уголовное наказание. В современном мире пожилых людей убивают, например, чтобы завладеть их имуществом или жильём.

## В культуре
- «Легенда о Нараяме» (Япония, 1958) — фильм Кэйсукэ Киноситы.
- «Легенда о Нараяме» (Япония, 1983) — ремейк Сёхэя Имамуры.
- «Солнцестояние» (США-Швеция, 2019) — фильм Ари Астера.